# Wembley Championships 1979
Il Wembley Championships 1979 è stato un torneo di tennis giocato sul sintetico indoor della Wembley Arena di Londra in Inghilterra. È stata la 31ª edizione del torneo che fa parte del Colgate-Palmolive Grand Prix 1979. Il torneo si è giocato dal 13 al 19 novembre 1979.

## Campioni

### Singolare maschile
John McEnroe ha battuto in finale  Harold Solomon con il punteggio di 6–3, 6–4, 7–5

### Doppio maschile
Peter Fleming /  John McEnroe hanno battuto in finale  Tomáš Šmíd /  Stan Smith con il punteggio di 6–2, 6–3